# القرم الحزين
القرم الحزين (بالتركية: Kırımlı)‏ هو فيلم تركي ألماني أنتج عام 2014، وقد تم تكييف الفيلم ليناسب الشاشة الكبيرة، مستوحى من رواية سين داوتشي لعام 1956 "السنوات الرهيبة". إنها مأساة إنسانية ومعاناة الأسرى الأتراك التتار الذين تم احتجازهم كرهائن في معسكرات الاعتقال الألمانية خلال الحرب العالمية الثانية، كريملي. تمت دبلجته إلى اللغة العربية وعُرض على التلفزيون في مارس 2015 على اسم (القرم الحزين).

## طاقم التمثيل
- مراد يلديريم: صادق توران
- سلمى أرغتش: ماريا كوزيتسكي
- علي باركين: خليل
- باكي دافراك: بور
- بولنت ألكيش: مصطفى
- جوشي بيترز: شولتز
- سوافي إرين: جيستابو
- جولتشين صانترجي أوغلو: أنيته
- بورك كومبيتليوغلو: كيليكباي
- إمري شين
- سيرفيت بولوت بستان

## أداء الأدوار
- علاء الزعبي
- رغداء الشعراني
- خالد أبو بكر
- داني بستاني
- إيمان بيطار
- شادي الصفدي
- سامي ضاهر
- ناجي مخول
- إبراهيم ماضي
- عبدو حكيم
- حسني بدر الدين
- عمر الداعوق
- أسعد خطاب
- جيل يوسف

## قصة الفيلم
تدور أحداث الفيلم حول المصاعب والآلام التي عانى منها أتراك القرم خلال الحرب العالمية الثانية، حينما تم احتجازهم كرهائن في سجون الاعتقال الألمانية. تم تصويره في مدينة بالو بعد نصب مخيم عسكري نازي. ويجسد مراد يلدريم في الفيلم شخصية صادق توران القرمي التركي، الذي درس الطب وأجبر على تركه عندما بدأت الحرب العالمية الثانية، ثم التحق بالجيش الروسي ليحارب ضد النازية، لكنه يقع أسيرًا لدى الألمان ويتم تعذيبه جسديًا ونفسيًا. في حين أن الناس القرميين ثائرون من المجاعة. 
يغادر صادق الأسر بعد عام، وينجح في أن يبقى على قيد الحياة ليتم إرساله بعد ذلك من السجن إلى ألمانيا، بسبب طمع الألمان في ودائع النفط في القوقاز، يوافق صادق على القتال مع النازيين ضد الروس، ويبدأ رحلة بالقطار إلى بولندا. وأثناء الرحلة يلتقي ماريا التي تقوم بدورها "سلمى أرجنتش" وهي فتاة ألمانية من أصل بولندي تعيش مع أسرتها على الحدود وتقتل عائلتها في الحرب، وهي فتاة أرستقراطية، تدعم المقاومة البولندية، وتنشأ قصة حب بين صادق وماريا، ويبدأ صادق مقاتلة الروس لمدة عام في غابات بولندا، وفي الوقت الذي يقاتل فيه إلى جانب الألمان، بسبب وعد هتلر بتركستان عظمى يكتشف أن هذا الوعد هو حلم فارغ، ويدرك أن الألمان خدعوهم، وينكشف الغرض الرئيسي من الألمان وهو إنهاك الجيش الروسي وإستعمار شعوب القوقاز، فينقلب عليهم مرة اخرى، ويقرر أن يبقى في بولندا إلى جانب ماريا، لكن الجنود الروس يقتلوها مع جنود صادق.

## وصلات خارجية
- القرم الحزين على موقع IMDb (الإنجليزية)
- القرم الحزين على موقع قاعدة بيانات الفيلم (الإنجليزية)
- القرم الحزين على موقع ليتربوكسد (الإنجليزية)
- القرم الحزين على موقع كينوبويسك (الروسية)
- الموقع الرسمي